# Rindvieh à la Carte
Rindvieh à la Carte ist ein deutscher Fernsehfilm aus dem Jahre 2011.

## Handlung
Der arrogante Fernsehkoch Felix Hausser betreibt ein erfolgreiches Sternerestaurant. Sein Manager Dennis ist gerade dabei, einen Deal mit den Japanern abzuschließen, um eine internationale Kette zu gründen. Auf einer Fahrt durch die Landschaft fährt er mit seinem Cabriolet die alleinerziehende Bäuerin Frieda, die mit dem Fahrrad unterwegs ist, in einen Graben. Dabei bricht sie sich einen Knöchel. Dies bemerkt er nicht einmal. Deren Verehrer, der örtliche Bankier Marcus Brauer, erkennt Felix’ Auto. Die Richterin, der er kürzlich aufgrund der „Hunde- und Kinder“-Regelung den Zutritt zu seinem Restaurant verweigert hatte, entzieht ihm böswillig den Führerschein. Als die Boulevardpresse von der „misshandelten Mutter“ Wind bekommt, gibt es schlechte Presse. Das Fernsehstudio setzt seinen Vertrag aus, und der japanische Investor verschlechtert sein Angebot. Felix und Dennis hoffen Frieda mit einem kostenlosen Abendessen zu besänftigen und bieten ihr an, bei der nicht aufschiebbaren Farmarbeit zu helfen. Gleichzeitig wollen sie Felix’ Ruf wieder zu verbessern. Überraschenderweise findet Felix zu seiner Jugend als Bauernjunge zurück und nachdem er ihre kleinen Töchter für sich gewonnen hat, stolpern sie in eine Affäre, zumindest bis die Presse eintrifft.

## Produktion
Die Fernseherstausstrahlung fand am 28. Juni 2013 im Ersten statt. Bei einem Marktanteil von 19,3 Prozent hatte der Film 5,33 Mio. Zuschauer.

## Kritik
TV Spielfilm meint: Die Story flau, der Weg in Happy End wow!